# Цапел
Цапел (њем. Zapel) општина је у њемачкој савезној држави Мекленбург-Западна Померанија. Једно је од 76 општинских средишта округа Пархим. Према процјени из 2010. у општини је живјело 438 становника. Посједује регионалну шифру (AGS) 13060090.

## Географски и демографски подаци
Цапел се налази у савезној држави Мекленбург-Западна Померанија у округу Пархим. Општина се налази на надморској висини од 61 метра. Површина општине износи 11,6 km². У самом мјесту је, према процјени из 2010. године, живјело 438 становника. Просјечна густина становништва износи 38 становника/km².